# Орден «За особые заслуги в защите государственного и социального строя»
Орден «За особые заслуги в защите государственного и социального строя» (рум. Ordinul «Pentru servicii deosebite aduse în apărarea orânduirii sociale şi de stat») — государственная награда Социалистической Республики Румыния.

## История
Орден был учрежден на основании декрета № 398 от 27 сентября 1958 года с целью вознаграждения военных и гражданских лиц, которые в особой мере содействовали в предотвращении, раскрытии и ликвидации вражеских действий, направленных на нарушение государственного порядка. Преимущественно орденом награждались сотрудники национальной службы безопасности (Секуритате).
В 1968 году на основании декрета № 565 был принят новый орденский статут, а также внешний вид ордена был полностью изменён.
По новому статут орденом награждались несущие военную службу сержанты, офицеры и гражданские лица министерства 
внутренних дел, которые в значительной степени способствовали предотвращению, раскрытию и завершению вражеской деятельности, направленной на нарушение общественного порядка и против 
социализма. 
Например, орден выдавали за храбрость и самоотверженность в борьбе, за отважные или хорошо проведенные операции по предотвращению или раскрытию преступлений, за профессиональное
руководство при захвате преступников, за хорошую организацию органов безопасности и милиции в борьбе с преступниками и вредителями общественного порядка, за защиту государственного порядка и социализма, а также за безупречную службу в органах безопасности и милиции.

## Степени
У ордена три степени.
Внешний вид до 1968 года:
- Первая степень - орденский знак в виде нагрудной звезды на левой стороне груди.
- Вторая степень - орденский знак меньшего размера, чем предыдущая степень, в виде нагрудной звезды на левой стороне груди.
- Третья степень - орденский знак меньшего размера, чем предыдущая степень, на нагрудной колодке на левой стороне груди.

Внешний вид после 1968 года – знаки всех степеней представляют собой нагрудные звёзды.
При награждении орденом вручалась денежная премия:
- 1 степень - 2000 лей + предоставлялось четыре дня дополнительного оплаченного отпуска;
- 2 степень - 1500 лей + предоставлялось три дня дополнительного оплаченного отпуска;
- 3 степень - 1000 лей + предоставлялось два дня дополнительного оплаченного отпуска.

## Описание
Известны минимум два типа знаков по изменению государственного герба до 1968 года, и третий тип после 1968 года.

### с 1958 по 1968 годы
Знак ордена – пятиконечная звезда красной эмали с накладным государственным гербом в центре.
- Знак 1 степени – изготавливается из золота, герб золотой;
- Знак 2 степени – изготавливается из серебра, герб серебряный;
- Знак 3 степени – изготавливается из серебра, герб серебряный.

Реверс знака гладкий с видимыми заклёпками креплений элементов знака.
В орденский комплект входили миниатюра ордена и орденская планка.
Орденские планки
|         |         |         |
| 1 класс | 2 класс | 3 класс |

### с 1968 года
Знак ордена в виде шестнадцатиконечной, слегка вытянутой по вертикале, звезды. Лучи в виде двойных двугранных лучиков, раздвоенных на концах (ласточкин хвост). Между лучей более короткий двойной двугранный лучик, заострённый на конце.
На звезду наложен государственный герб в цветных эмалях, обременённый снизу двумя лавровыми ветвями, перевитыми лентой, покрытой эмалью цветов государственного флага. Герб сверху и боков окружают десять драгоценных камней (имитация).
Отличия степеней:
- 1 степень – золотая звезда, серебряные лавровые ветви, прозрачные фианиты, либо рубины;
- 2 степень – серебряная звезда, золотые лавровые ветви, прозрачные фианиты, либо рубины;
- 3 степень – бронзовая звезда, серебряные лавровые ветви, прозрачные фианиты.

Орденские планки
|         |         |         |
| 1 класс | 2 класс | 3 класс |